# Vulcanii noroioși de la Beciu
Vulcanii noroioși de la Beciu sau Pâclele de la Beciu (găsiți și sub denumirea de Salțele de la Arbănași – numite livresc și Salțele de la Beciu) sunt formațiuni de tipul vulcanilor noroioși ce aparțin arealului situat în județul Buzău, Muntenia, România, aflat în centrul județului  în Depresiunea Policiori din Subcarpații de Curbură, în comuna Scorțoasa.

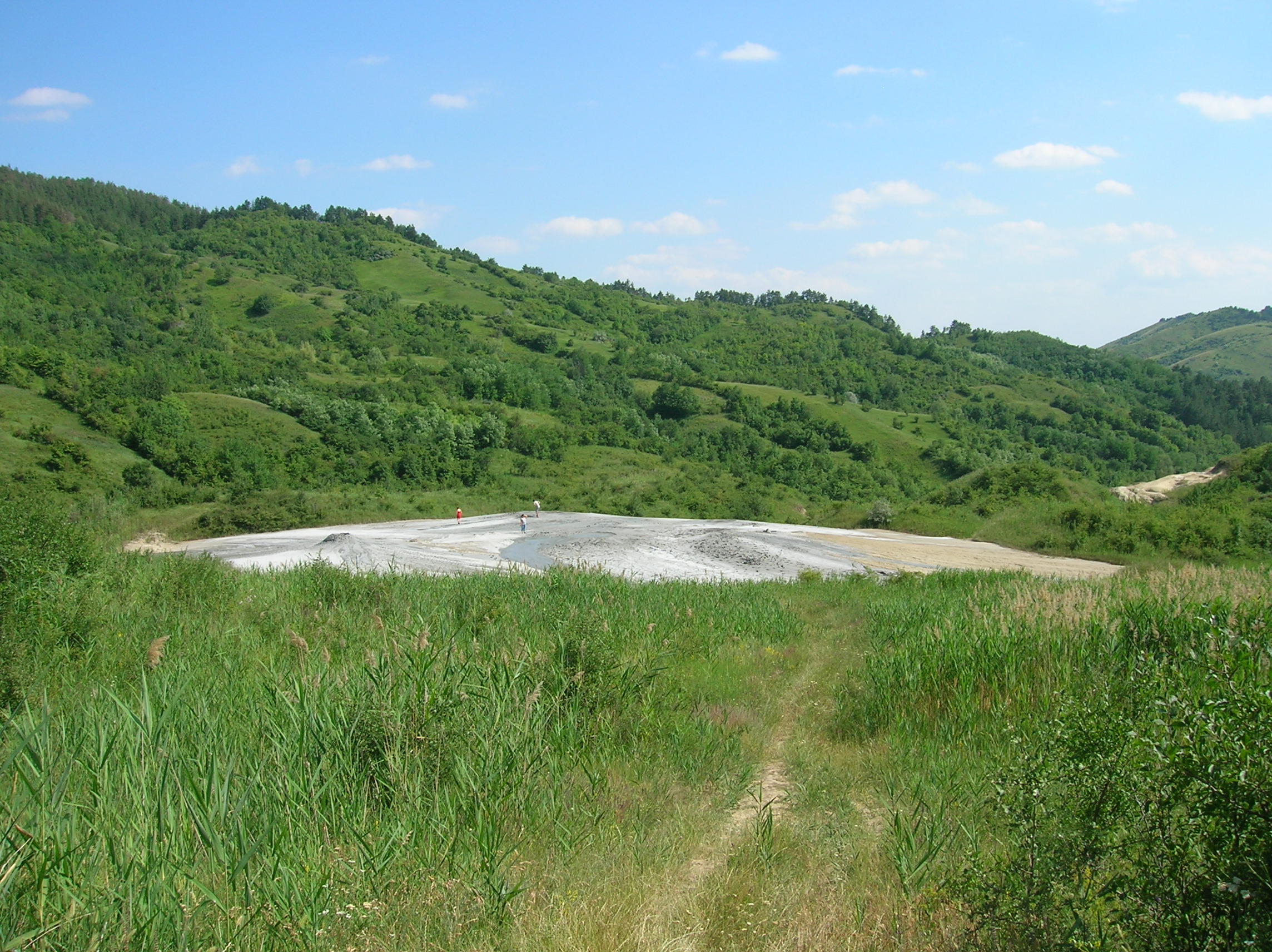
Pâclele de la Beciu privite de pe drumul petrolier Beciu-Beceni

## Acces
Pe traseul dintre DJ102F (Valea Sărățelului) - DJ203K (Valea Slănicului) peste cumpăna apelor reprezentată de  Dealul Balaurului, pe drumul inițial asfaltat Policiori - Pensiunea Vulcanii Noroioși și apoi terasat pentru mașini petroliere Pensiunea Vulcanii Noroioși – Sat Beciu – Tabăra Arbănași – satul Mărgăriți din comuna Beceni. 
Este un drum destul de dificil. Lungimea parcursă de la Pensiunea Vulcanii Noroioși până la intersecția din comuna Beceni este de 12 km. Are 2 porțiuni ceva mai dificile, una între cumpăna apelor (releul de la Arbănași) și Tabăra Arbănași unde sunt serpentine cu grad destul de mare de înclinare și pietriș destul de mare care alunecă sub roți (dar se poate urca fără prea mari probleme) și una unde terasamentul este îngustat în sud-estul localității Beciu.
Starea drumului de acces este fundamental determinată atât de așezarea acestuia într-o zona expusă riscului la alunecări de teren cât și de lipsa unor investiții durabile în infrastructură.

## Caracteristici

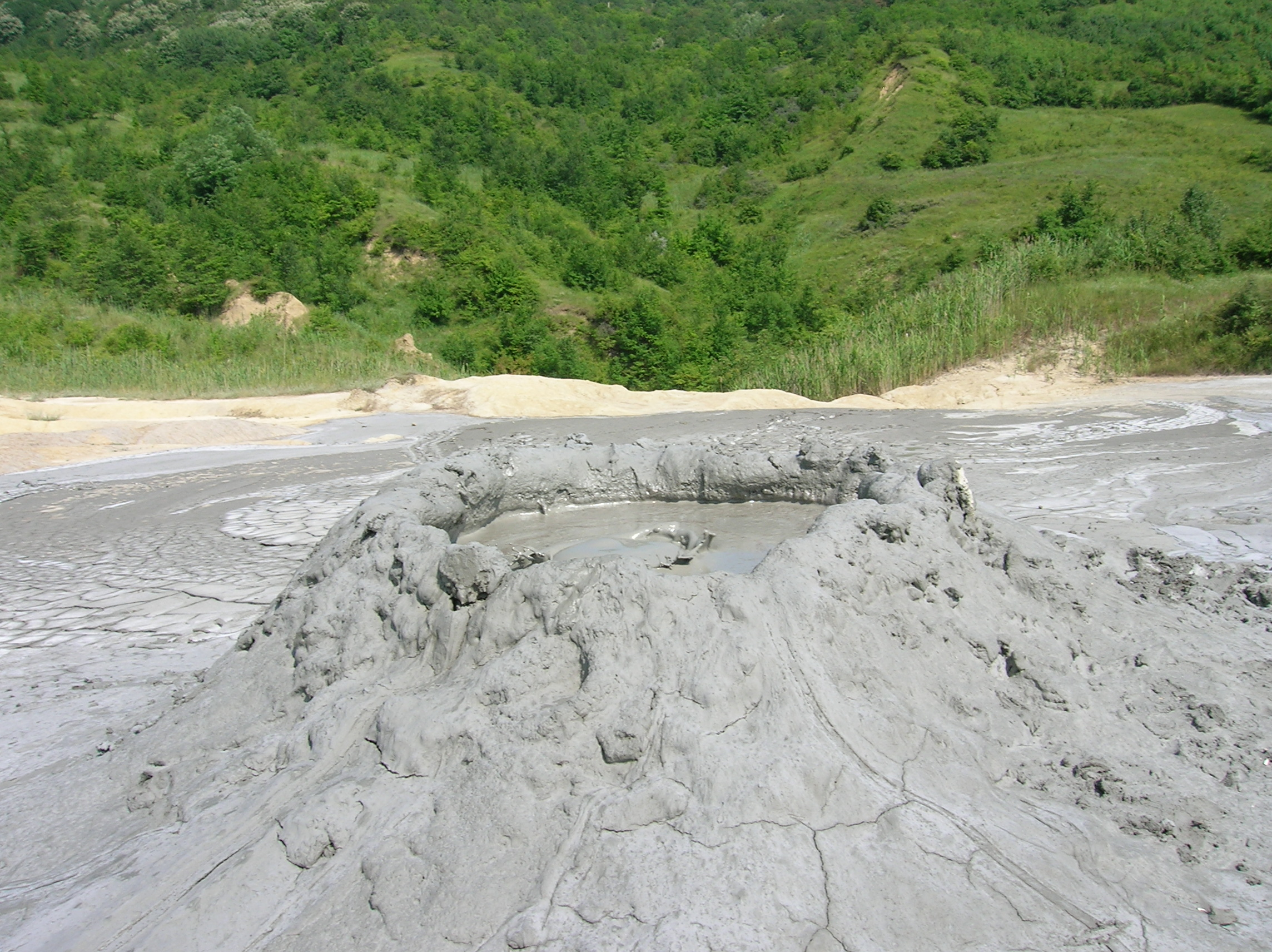
Pâclele de la Beciu - con de "erupţie"

Obiectivul din punct de vedere peisagistic, îl constituie relieful neobișnuit - creat prin erupțiile de pastă argilo-marnoasă și remodelat continuu de ploi.
În comparație cu Pâclele Mari și Pâclele Mici, Pâclele de la Beciu sunt intinse pe o suprafață mult mai mică, însă activitatea lor este mai  intensă. Din cauza noroiului foarte lichid, conurile sunt puțin înălțate.
Ele sunt situate la o altitudine de 280 m și au o suprafață mică de aproximativ 20x40 m.

## Geomorfologie

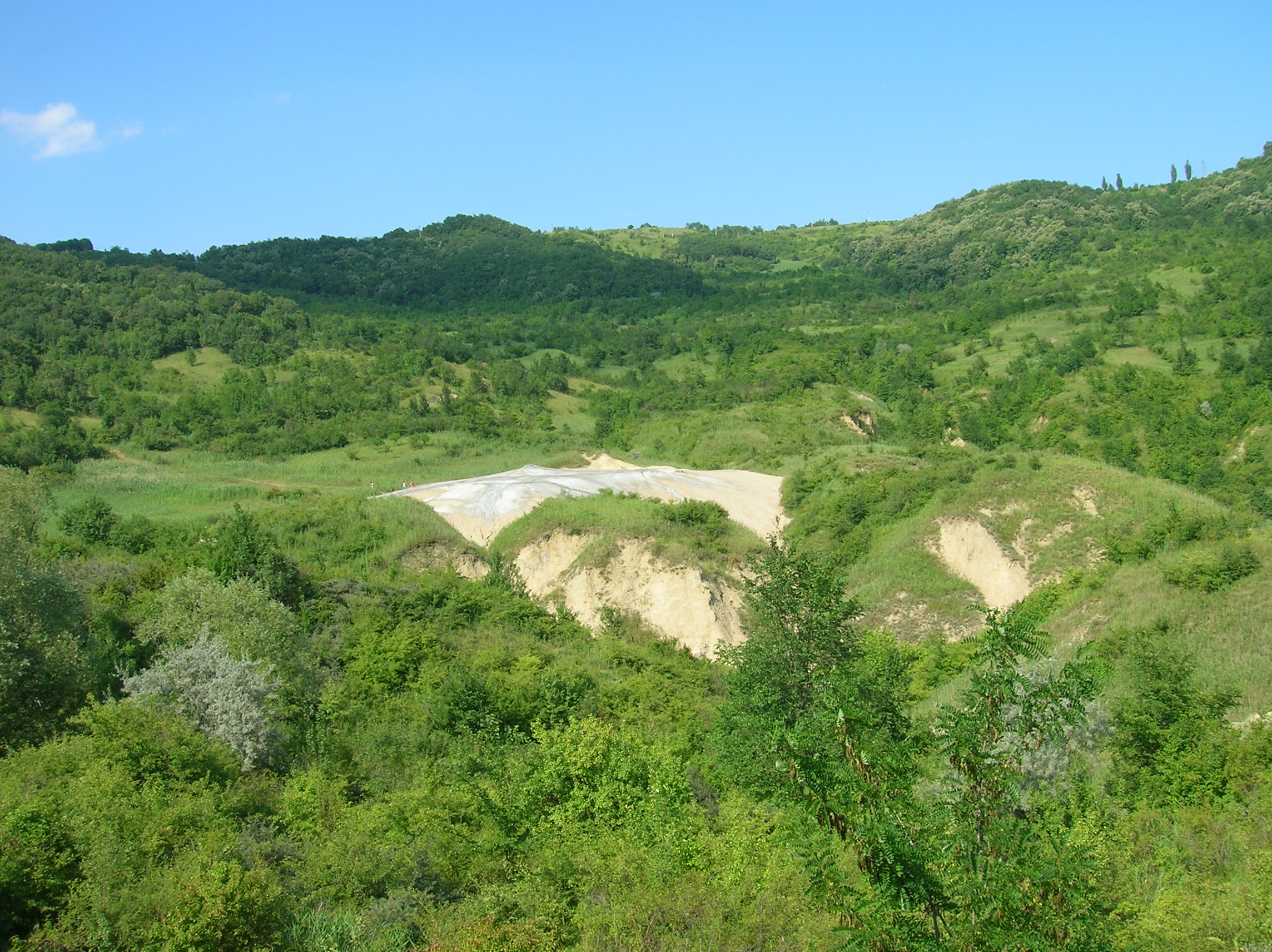
Pâclele de la Beciu - la venire dinspre Beciu

Locația este situată pe aliniamentul Berca – Pâcle - Beciu – Arbănași, dezvoltat în pânza subcarpatică pe o lungime de aproximativ 30 km.  Aliniamentul este constituit dintr-o cută anticlinală cu fracturi tectonice longitudinale și transversale, ceea ce face ca relația dintre structurile flancurilor să  difere de la o zonă la alta.
Terenul face parte din zona neogenă a Subcarpaților de Curbură, cu altitudini de câteva sute de metri, cu văi torențiale ce alimentează principalele pârâuri. Geologia zonei se caracterizează prin depozite neogene reprezentate prin deluvii argiloase, nisipoase cu vârstă pliocenă și prin depozite mai noi de prafuri argiloase cuaternare. 
În zonă întâlnim sonde de petrol.

## Oportunități turistice de vecinătate

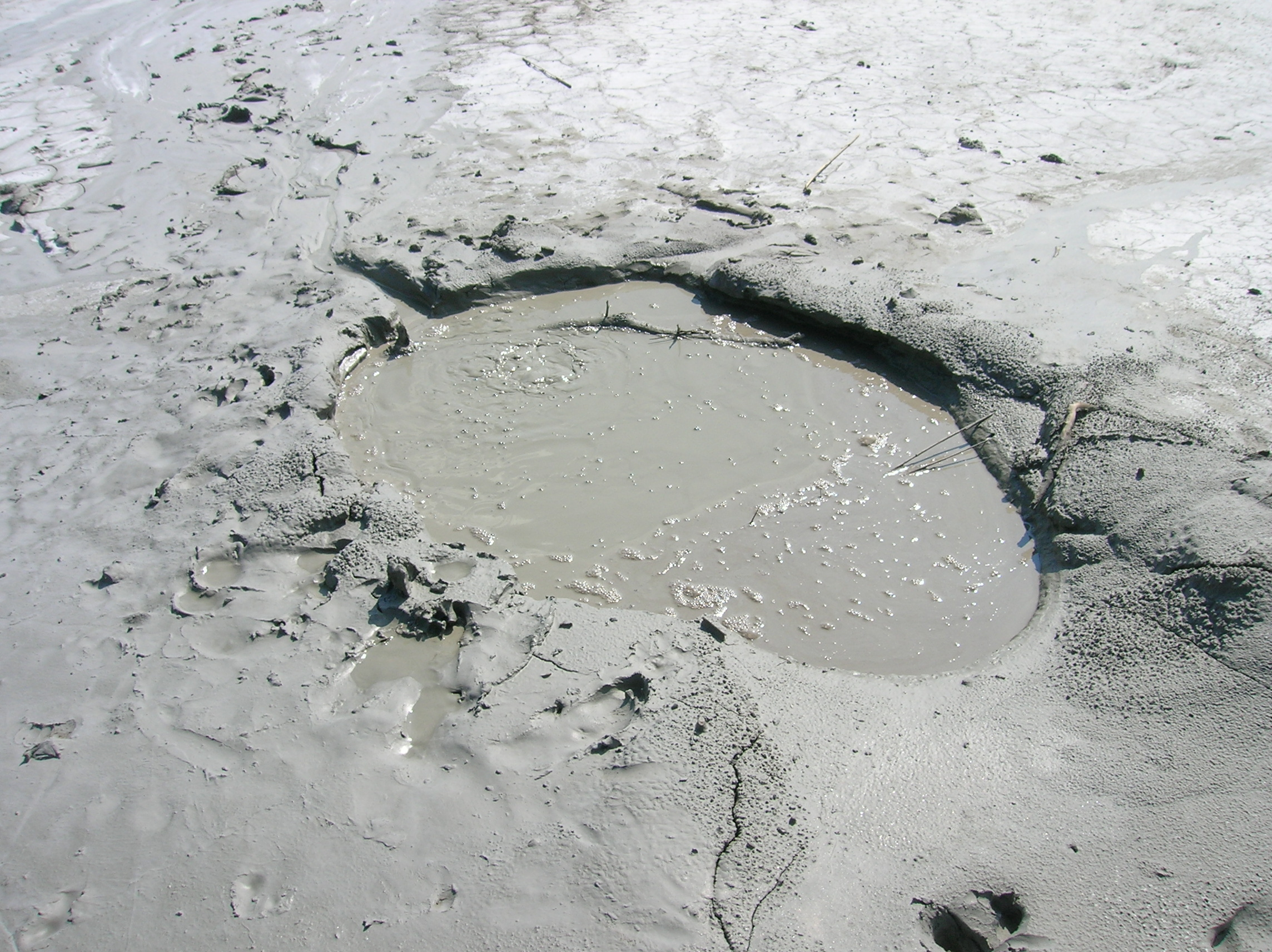
Pâclele de la Beciu - "fierbătoare"

- Vulcanii Noroioși de la Pâclele Mici
- Vulcanii Noroioși de la Pâclele Mari
- "Fierbătorile" de la Berca
- Blocurile de calcar de la Bădila
- Sarea lui Buzău
- Mănăstirea Rătești
- Valea Slănicului
- Lacurile de la Policiori, de pe Valea Grabicina, formate ca urmare a alunecărilor de teren.

## Vezi și

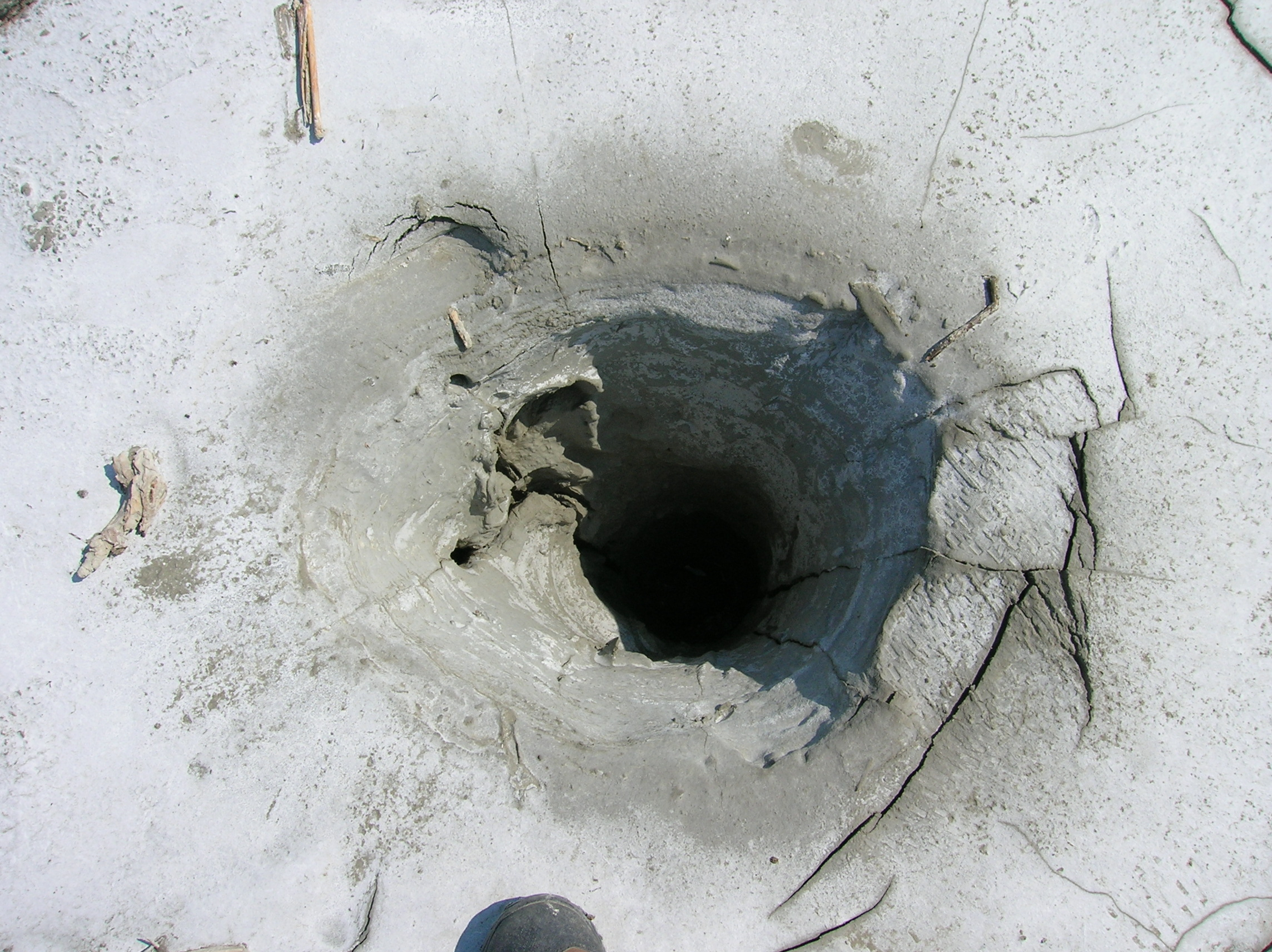
Pâclele de la Beciu - spre fundul pământului